# Manoir de Bohurel
Le manoir de Bohurel est situé à Sérent en France.

## Localisation
Le manoir est situé sur le territoire de la commune de Sérent, au lieu-dit Bohurel, dans le département du Morbihan en région Bretagne.

## Description
Le manoir date d XVe siècle, édifice à un étage carré.Toiture à longs pans recouverte d'ardoises, pignons couvert et découvert. Escalier hors-œuvre : escalier à vis sans jour.

## Historique
D'après Jean-Baptiste Ogée (Dictionnaire historique et géographique de Bretagne), la terre et seigneurie de Bohurel (Bot-Hurel) en Sérent, moyenne justice, était possédée en 1360 par Jean de Bohurel, en 1604 par Jean de Luxembourg et dame Raoulette Cado, son épouse, et présentement [1787] par M. Le Goasbe, seigneur de Réron, capitaine d'infanterie et chevalier de l'ordre royal et militaire de Saint-Louis. Manoir et logis-porte sont construits au XVe siècle pour la famille Le Voyer. La façade principale du logis donne à penser à une salle basse sous charpente, transformée ensuite. En 1613, interviennent d'importants remaniements comme l'indique une inscription portée sur la cheminée - encore au XVe siècle - du logis-porte :ARME DE MESSIRE IAN DE LUXEMBOURG SIEUR D VILLENEUFVE1613.  Le manoir est restauré au XVIIIe siècle. Incendié en 1945 et partiellement reconstruit à cette époque.
Le manoir est inscrit à l'inventaire général du patrimoine culturel.